# Strażnica KOP „Wierciochy”
Strażnica KOP „Wierciochy” – zasadnicza jednostka organizacyjna Korpusu Ochrony Pogranicza pełniąca służbę ochronną na granicy polsko-niemieckiej.

## Formowanie i zmiany organizacyjne
W 1927 roku, w składzie 6 Półbrygady Ochrony Pogranicza, został sformowany 29 batalion odwodowy. W 1928 roku w skład batalionu wchodziło 7 strażnic. W latach 1928–1938 w strukturze organizacyjnej kompanii granicznej KOP „Filipów” funkcjonowała strażnica KOP „Wierciochy”. Strażnica liczyła około 18 żołnierzy i rozmieszczona była przy linii granicznej z zadaniem bezpośredniej ochrony granicy państwowej.
W 1932 roku obsada strażnicy zakwaterowana była w budynku KOP. Strażnicę z macierzystą kompanią łączył trakt długości 25,5 km.

## Służba graniczna
Podstawową jednostką taktyczną Korpusu Ochrony Pogranicza przeznaczoną do pełnienia służby ochronnej był batalion graniczny. Odcinek batalionu dzielił się na pododcinki kompanii, a te z kolei na pododcinki strażnic, które były „zasadniczymi jednostkami pełniącymi służbę ochronną”, w sile półplutonu. Służba ochronna pełniona była systemem zmiennym, polegającym na stałym patrolowaniu strefy nadgranicznej, wystawianiu posterunków alarmowych, obserwacyjnych i kontrolnych stałych, patrolowaniu i organizowaniu zasadzek w miejscach rozpoznanych jako niebezpieczne, kontrolowaniu dokumentów i zatrzymywaniu osób podejrzanych, a także utrzymywaniu ścisłej łączności między oddziałami i władzami administracyjnymi.
Strażnica KOP „Wierciochy” w 1932 roku ochraniała pododcinek granicy państwowej szerokości 11 kilometrów od słupa granicznego nr 215 do 229, a w 1938 roku pododcinek szerokości 12 kilometrów 770 metrów od słupa granicznego nr 213 do 228.
Sąsiednie strażnice:
- strażnica KOP „Lipówka” ⇔ strażnica KOP „Bakałarzewo” – 1928[2], 1929[3], 1932[4], 1934[5], i 1938[6].

## Dowódcy strażnicy
- plut. Mieczysław Chudczer (1928)[8],
- sierż. Michał Biskup (prawdopodobnie do VIII 1929 roku),
- plut. Wacław Chadaj (1929),
- st. sierż. Zygmunt Deszczółka
- plut. Stanisław Krawczyk (od III 1930 do I 1931),
- plut. Władysław Wilczyński (1931),
- plut. Władysław Ejsmondt (od XI 1931 do 30 IX 1934),
- sierż. Józef Hajdysz (od 30 X 1934 do 13 X 1936),
- plut. Leon Głowacki (od 1 X 1937 do 15 I 1939.)